# Wielkie Łunawy
Wielkie Łunawy (niem. Groß Lunau, Lunau) – wieś w Polsce położona w województwie kujawsko-pomorskim, w powiecie chełmińskim, w gminie Chełmno.
Według danych z lat 60. XX w. Wielkie Łunawy ze względu na położenie na obszarze doliny Dolnej Wisły i wynikające z niej silnego urozmaicenia zboczy tej doliny posiadała duży odsetek zalesienia.
Powierzchnia Małych Łunawach wraz z Wielkimi Łunawami w 1966 r. wynosiła 11,3 km2. 

## Podział administracyjny
W latach 1939–1945 położona była w okręgu Rzeszy Gdańsk-Prusy Zachodnie, w rejencji bydgoskiej (Regierungsbezirk Bromberg), w powiecie Chełmno (Kreis Kulm).
W latach 1975–1998 miejscowość administracyjnie należała do województwa toruńskiego.

## Demografia
Według spisu przeprowadzonego przez urzędników pruskich przeprowadzonego po zajęciu tych terenów w 1772 i ogłoszonego w 1773 Wielkie Łunawy były zamieszkane przez 198 mieszkańców. Powierzchnia wsi wyniosła 17 łanów, 21 morgów i 150 prętów. Na 21 rodzin zamieszkujących wieś 16 z nich było wyznania mennonickiego.
W latach 80. XIX w. wieś liczyła 93 mieszkańców (85 ewangelików i 8 katolików).
W 1921 r. we wsi znajdowało się 30 budynków. Wielkie Łunawy zamieszkiwało 209 mieszkańców (133 wyznania ewangelickiego, 49 katolików, 1 chrześcijanin innego wyznania oraz 23 Żydów).
Według danych Prezydium Powiatowej Rady Narodowej w Chełmnie oraz Powiatowego Inspektoratu Statystycznego w Chełmnie (31 XII 1966 r.) sołectwo Małe Łunawy wraz ze Wielkimi Łunawami były zamieszkane przez 366 mieszkańców. Czyniło je wtedy (łącznie) szóstym największym sołectwem w gromadzie Dolne Wymiary.
Według Narodowego Spisu Powszechnego (III 2011 r.) wieś liczyła 205 mieszkańców. Jest piętnastą co do wielkości miejscowością gminy Chełmno.

## Etymologia
Pochodzenie nazwy Łunawy jest problematyczne. Wcześniej występowała jako Lunawy, Linowo, a także jako Lunau. W XIII w. pojawiała się pod nazwami Lunawe i Lunaw. W języku polskim i nazewnictwie polskim brak jest podobnych przypadków, co utrudnia wyjaśnienie pochodzenia nazwy. Według Haliny Turskiej nazwa wsi może być pozostałością po zamieszkujących ten obszar Prusach. Jako porównanie podaje miejscowość Łunowo (powiat braniewski), która w XIII w. występować miała pod nazwą Lunawe (później niem. Lunau i pol. Lunawa). Sugeruje, że nazwa Łunawy mogłaby być spokrewniona z lit. liunas (pol. moczar, bagno), które odpowiadałoby położeniu wsi (na obszarach podmokłych). 
Alternatywną nazwą wsi było Lunawy. W dokumentach miało występować jako Lunawe, Lunow czy Leynaw. 
Aktualna nazwa wsi została wprowadzona w celu łatwiejszego rozróżniania dwóch wsi o tej samej nazwie - Wielkie Łunawy i Małe Łunawy.

## Historia
Z przeprowadzonych prac archeologicznych na terenie wsi, a konkretnie na obszarze pomiędzy Wielkimi Łunawami a Paparzynem, stanowisko z okresu lateńskiego i rzymskiego (wpływów rzymskich). Podczas prac odnaleziono tam 20 grobów skrzyniowych, a także dwie popielnice oraz kilka zniszczonych pokrywek. W czasie kolejnych prac miano odnaleźć 7 całych urn popielicowych oraz 8 pokrywek. Ostatecznie na tamtym cmentarzysku przez cały okres aż do odnalezienia zniszczono, znaleziono, wydobyto ok. 200 urn oraz miały być wciąż widoczne ślady palenia ciał. Pomiędzy Wielkimi i Małymi Łunawami (określanymi zbiorczo jako Łunawy, ponieważ początkowo obydwie wsie nazywały się tak samo) zostały odnalezione ślady bytności człowieka z okresu mezolitu (zakłada się, że poza zbieractwem oraz myślistwem, istotnym elementem dla tamtejszych ludzi mogło być rybołówstwo), neolitu (pozostałości kultury ceramiki wstęgowej), a także pozostałości po kulturze pomorskiej (dawniej kultura wschodniopomorska). W pobliżu pierwszego cmentarzyska, na wzgórzu zwanym Zamkowym, przypadkowo zostały odkryte groby skrzyniowe. W czasie prowadzenia badań na znaczymy obszarze wsi wciąż były widoczne skorupy potłuczonych urn.

Wieś wzmiankowana w 1222 roku kiedy to Konrad I mazowiecki w dokumencie dla biskupa Chrystiana przekazał rozległe obszary, które wcześniej należały do komesa Żyro. W 1396 roku wymieniona jako własność miasta Chełmna, zobowiązana do płacenia danin. Wieś miała płacić biskupiego korca od 1 pługu. W 1438 roku miejscowość stała się własnością zakonu krzyżackiego, w komturstwie grudziądzkim. W tym czasie wieś liczyła 28 łanów, z czego 11 było niezasiedlonych, czynsz z łanu wynosił 1/2 grzywny i 4 kury. Młynarz płacił czynsz w wysokości dwóch grzywien, a karczmarz jednej grzywny. W 1459 roku przywilej na Łunawy otrzymał Jan Kalkstein od wielkiego mistrza zakonu krzyżackiego Ludwiga von Erlichshausen. Był on przodkiem Kalkstein-Stolińskich z pobliskiego Stolna. We wsi zapewne znajdowała się warowania ze względu na to, że jedno ze wzniesień nazywa się górą zamkową. 
W XVI w. część wsi stała się własnością Chełmna, a część z młynem była jedną z własności królewskich w starostwie grudziądzkim. W 1603 biskup chełmiński Wawrzyniec Gembicki wydał pozwolenie na osiedlanie się we wsi Olendrów, którzy w marcu 1604 roku pojawili się w niej, byli to głównie mennonici. Miejscowość została im wydzierżawiona przez bp. Gembickiego pod warunkiem, że osadnicy nie wzniosą swojego kościoła ani ich nauczyciele nie będą nauczać religii niekatolickiej. W tym czasie (XVIII i XVIII w.) osadnikami z Niderlandów zasiedlone zostały także licznie inne, pobliskie wsie, w których Olędrzy zaczęli stanowić większość. W roku 1660 otrzymali oni wilkierz, a 4 lata później otrzymali przedłużenie dzierżawy, a także zezwolenie na postawienie własnej szkoły oraz zatrudnienie jednego nauczyciela. 
W 1667 właścicielem majątku królewskiego był Maciej Odrowski, który także posiadał Tytlewo.
Od końca XVI w. Chełmno zaczęło przeżywać kryzys związanego z pojawiającymi się problemami gospodarczymi. Od tego momentu zaczęto dzielić tereny należące do miasta między poszczególnych mieszczan. Celem elokacji (agraryzacji życia miejskiego) miało być zapewnienie mieszczanom środków na konserwację, remonty i/lub budowę domów. W 1756 doszło do ponowienia elokacji ze względu na niezadowolenie jakie wywołała ta z 1752. W tym czasie podzielone zostały obszary na północy-wschód od miasta (w tym obszar Wielkich Łunaw). Na obszarze objętym elokacją z 1756 do końca XVIII w. powstały nowe wsie. Z obszaru elokowanego powstały, np. dzisiejsze Małe Łunawy. Obszary te najczęściej były przez mieszczan chełmińskich dzierżawione.
W 1765 Wielkie Łunawy miały być w posiadaniu rodziny von Keyserlingk (gałąź lisewska) jako dobra gracjalne. W tym samym czasie rodzina ta posiadała także Paparzyn. W 1793 właścicielem Wielkich Łunaw i Paparzyna był Hans Sebastian Rudolf von Johanson, który rok później obydwie miejscowości odsprzedał rodzinie von Stole. Rodzina ta miała posiadać także Polskie Łunawy. Niedaleko kolonii Olędrów istnieć miały tzw. Polskie Łunawy, znajdować się w niej miały karczma oraz młyn. Nazwa ta miała być stosowana w czasie zaborów, jednak zaniknąć miała po 1872. Jednak według Słownika geograficznego Królestwa Polskiego (T. V z 1884 r.) Łunawy Polskie nazywane także Łunawami Szlacheckimi stanowić miały dobra rycerskie liczące sobie 3277 mórg, a we wsi znajdować się miało 15 budynków w tym 7 domów mieszkalnych. Liczyć sobie miała 84 mieszkańców (63 ewangelików, 21 katolików) i należała do parafii Wabcz, szkoła w Paparzynie i urząd pocztowy w Trzebiełuchu.
Na przełomie XVIII i XIX w. ze wsi wyjechała część ludności mennonickiej, która udała się do Rosji. W 1799 r., w Wielkich Łunawach znajdować się miało jeszcze 10 rodzin mennonickich. 
W 1810 funkcjonowała tu trzyklasowa szkoła ewangelicka, w której naukę popierało ok. 60 dzieci, jednak w 1885 była już ona wyłącznie dwuklasowa. W 1855 r. we wsi zbudowano kościół podlegający pod parafię w Chełmnie. W 1868 z ewangelickiej parafii Chełmno wydzielono nową parafię, której siedzibą zostały Łunawy. W XIX w. do wsi należał także folwark Elisenthal z dwoma budynkami i 15 mieszkańcami. Znajdowały się w niej także młyn wodny i karczma. Wieś zaczęła być zabudowywana w formie rzędówki. 
W latach 80. XIX w. wieś liczyć miała 1205 mórg i znajdować się w niej miały 32 budynki, w tym 15 domów mieszkalnych. W tym samym wieku stanowić miała włościańską wieś kościelną. 
W okresie międzywojennym, w 1924, z Łunaw pochodziło aż 34 (na 43 z powiatu) członków Zjednoczenia Wolnych Związków Zawodowych. Na terenie wsi powstały dwie organizacje, w 1927 chór i orkiestra w 1929, których celem miało być szerzenie propagandy w duchu nazistowskim. W 1930/1931 w Wielkich Łunawach Niemcy zorganizowali tajną szkołę, której celem miało być szkolenie w duchu narodowo-socjalistycznym, główną rolę odgrywało szkolenie wojskowe.
W 1928 r., w Wielkich Łunawach mieszkali - Wilhelm Backer (właściciel ziemski posiadający 84 ha), Ellse Polock (właścicielka ziemska posiadająca 78 ha), Johann Bartel (właściciel ziemski posiadający 64 ha), Busee (młynarz), Dziura (właściciel zajazdu), Esej (karczmarz), Essig (właściciel zajazdu), Gietz (kowal), Joppek (akuszerka), Kulczyk (karczmarz).  W 1935 r. wieś miała być zamieszkiwana już wyłącznie przez trzy rodziny wyznania mennonickiego - Bartel, Goertz i Goetz.
Przed wsią, na skrzyżowaniu drogi do Paparzyna, znajduje się kamień z tablicą poświęconą 3 pomordowanym mieszkańcom i 2 żołnierzom z 1939 roku. Po II wojnie światowej wysiedlono stąd niemieckich protestantów. Na początku wojny na terenie starego cmentarza w lesie rozstrzelano 10 osób (9 rolników z Dolnych Wymiar i 1 z Podwieska). Z egzekucji w łunawskim lesie udało się zbiec dwóm osobom Cebulskiemu z Nowej Wsi Chełmińskiej i Stanisławowi Ciskowi z Podwieska. Od 1945 r. dawny kościół ewangelicki został przekazany Kościołowi katolickiemu i nadano mu wezwanie Wniebowzięcia Najświętszej Marii Panny. 
Po zajęciu powiatu chełmińskiego przez wojsko niemieckie obszar został podzielony na 14 obwodów urzędowych (Amtsbezirke), którym zarządzał komisarz obwodowy (Amtsvorsteher). Komisarzem na terenie Wielkich Łunaw był Friedrich Toews. W latach 1939 - 1942 dotychczasową nazwą wsi było Gorß Lunau, lecz po przeprowadzonej zamianie nazw miejscowości w Okręgu Rzeszy Gdańsk-Prusy Zachodnie, w latach 1942 - 1945 nazywała się Großlunau. 
W latach 50. i 60. XX w. ze względu na rozwój przemysłu i stworzenie nowych form zarobkowania we wsi 56% ludności ją zamieszkującą zajmowała się działalnością pozarolniczą. Wynik ten związany był także z tym, że wieś znajdowała się na podmokłej części doliny Dolnej Wisły, co utrudniało prowadzenie gospodarki rolnej.
W latach 60. XX w. wybudowano drogę o nawierzchni twardej pomiędzy Wielkimi Łunawami i Paparzynem. Inwestycja ta powiązana była z obchodami XX-lecia Polski Ludowej oraz ze zbliżającymi się obchodami Tysiąclecia Państwa Polskiego. Przez propagandę PRLu został ukazane wykorzystane i ukazane jako czyn społeczne związany z odezwą Ogólnopolskiego Komitetu Frontu Jedności Narodu oraz ww. obchodów.

## Turystyka i rekreacja
Wielkie Łunawy są często odwiedzane przez turystów z Holandii, którzy odwiedzają groby przodków pochowanych w XVIII wieku. Na okolicznym wzniesieniu wzdłuż strugi ciągnącej się na krawędzi zbocza wykonano ścieżkę dydaktyczną z ławkami i stołami. Atrakcją jest także wodospad.

## Zabytki
Na terenie wsi znajduje się kościół parafialny pw. Wniebowzięcia Najświętszej Marii Panny, do 1945 roku ewangelicki, zbudowany w 1855 roku z cegły, neoromański, wyposażenie współczesne, kilka elementów barokowych z XVIII wieku. Kościół wpisany jest do rejestru zabytków NID pod nr A/1689 z 7.12.2015.
We wsi znajduje się drewniany dwór z około 1820 roku, pozostałości parku z początku XIX w. i zadbany cmentarz mennonicki. Oprócz tego zachowały się zabudowania dawniej używane jako młyn, kuźnia i zajazd. Znajduje się tu również pomennonicka, drewniana, otynkowana chata zrębowa z I. poł. XIX w. Jest ona parterowa, podpiwniczona i znajduje się na podmurówce z kamienia polnego. Część mieszkalna posiada sień na przestrzał, a okna posiadają w obramowaniu szczyciki i okiennice. 